# John Doe (Prison Break)
John Doe este al  14-lea episod din sezonul al 2-lea al serialului de televiziune Prison Break.